# コアッソーロ・トリネーゼ
コアッソーロ・トリネーゼ（伊: Coassolo Torinese）は、イタリア共和国ピエモンテ州トリノ県にある、人口約1,500人の基礎自治体（コムーネ）。

## 地理

### 位置・広がり

#### 隣接コムーネ
隣接するコムーネは以下の通り。
- バランジェーロ
- コーリオ
- ランツォ・トリネーゼ
- ロカーナ
- モナステーロ・ディ・ランツォ

## 行政

### 分離集落
コアッソーロ・トリネーゼには、以下の分離集落（フラツィオーネ）がある。
- Airola, Banche, Benne, Bivio Tet, Bogno, Brich, Molar, Case Ferrando, Castiglione, Saccona, San Grato, San Nicolao, San Pietro, Vernai, Vauda, Vietti